# Markus Menschig
Markus Menschig (* 12. Dezember 1967) ist ein ehemaliger deutscher Eishockeyspieler, der auf der Position des Stürmers spielte. 

## Karriere
Menschig begann seine Karriere im Seniorenbereich beim Schwenninger ERC, zunächst bei der zweiten Mannschaft in der Oberliga und in der Regionalliga Mitte, dann mit der ersten Mannschaft in der 2. Bundesliga. 
Seine erste Station außerhalb Villingen-Schwenningens war der Deggendorfer EC in der Oberliga 1991/1992. Nach zwei weiteren Saisons in Deggendorf wechselte er zum EHC Neuwied in die 1. Liga Nord. Dort wurde er mit 111 Punkten Topscorer. Nachdem er mit dem EHC Neuwied die Play-offs in der Saison 1994/95 verpasste, wechselte Menschig innerhalb der Liga zu den Wedemark Wildcats, einer der Vorgänger des heutigen DEL-Teams Hannover Scorpions. Mit den Wildcats holte er den Meistertitel der 1. Liga, wechselte allerdings danach zu den Hannover Turtles und blieb ihnen bis Herbst 1997 treu. Daraufhin unterschrieb er beim Braunlager EHC/Harz und blieb eine Saison. Zur Saison 1998/99 wechselte er zum EV Duisburg.
Seine Karriere beendete Menschig in der Eishockey-Oberliga beim ESV Bayreuth nach der Saison 1999/00.

## Erfolge und Auszeichnungen
- 1996 Meister der 1. Liga Nord mit den Wedemark Wildcats